# Brandschimmels

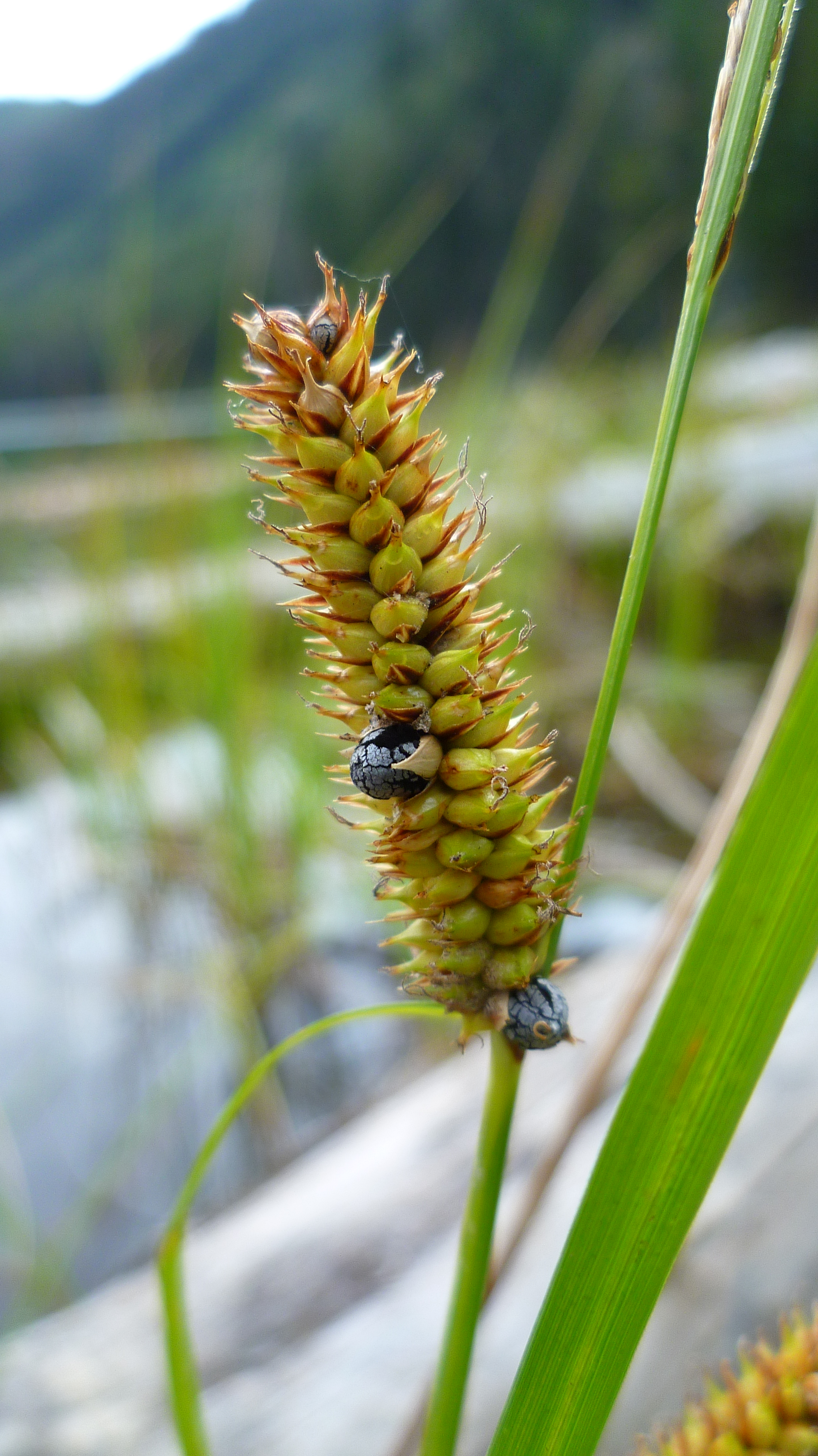
Carex utriculata (een soort zegge) aangetast door brandschimmel

Brandschimmels zijn meercellige schimmels die worden gekenmerkt door het grote aantal sporen dat wordt gevormd in hun telia. Het gaat met name om Ustilaginomycetes (van de klasse Teliomycetae, onderstam Basidiomycotina) die plantenziekten veroorzaken. 
Brandschimmels zijn plantpathogenen die vooral leden van de grassenfamilie en van de cypergrassenfamilie (waaronder Zegge) aantasten. Vaak zijn de waardplanten van economische waarde, zoals mais, gerst, tarwe, haver, suikerriet en voedergras. De schimmels kapen uiteindelijk het voortplantingssysteem van de waard waarna gallen worden gevormd die donker verkleuren en barsten. Daarbij komen teliosporen vrij die planten in de omgeving besmetten. Vóór besmetting plaatsvindt, dienen de teliosporen te zijn bevrucht om dikaryotische schimmeldraden te kunnen vormen.